# Лионски залив
Лионски залив (фр. Golfe du Lion) је залив на француској средоземној обали, који се протеже од шпанског рта Креус до француског града Тулон. Овај део обале деле француски региони Лангдок-Русијон и Прованса-Алпи-Азурна обала. 
Највећи део обале је низак, ту постоје лагуне (Етан де Вакарес, Етан де Бер и Етан де Баж е де Сижан) и слане мочваре, највише у области Камарг. За ову област је карактеристичан хладни јесењи ветар мистрал и узгајање винове лозе, тј. виноградарство. Такође на обалама залива развијен је туризам, машиноградња, хемијска индустрија и високотехнолошка индустрија.

## Луке
Највеће луке у Лионском заливу су:
- Марсељ
- Тулон
- Сет